# Manuel Vidal Hermosa
Manuel Vidal Hermosa (Bilbao, 15 d'octubre de 1901 - València, 17 de juny de 1965) fou un futbolista basc dels anys 1920.

## Trajectòria esportiva
Vidal començà la seva trajectòria a l'Athletic Club de Bilbao, debutant el 22 de novembre de 1922. Amb l'arribada al club de Gregorio Blasco perdé protagonisme i el 1928 fitxà pel FC Barcelona, amb qui es proclamà campió de la lliga de la temporada 1928-1929, jugant cinc partits. Debutà en lliga el dia 12 de febrer de 1929 en un Racing 0 - FC Barcelona 2. Posteriorment jugà al Reial Murcia, retornà a l'Athletic, i a l'Atlètic de Madrid, entre d'altres. En el seu palmarès destaquen dues lligues i dues copes d'Espanya.
Fou un cop internacional amb la selecció espanyola l'any 1927.
Abandonà la pràctica futbolística el 1934, esdevenint entrenador. Dirigí diversos clubs modestos biscaïns i al Racing de Santander la temporada 1940-41l.

## Palmarès
Athletic Club
- Lliga espanyola: 1930-31
- Copa espanyola: 1923, 1931
- Campionat de Biscaia: 1922-23, 1923-24, 1926-27, 1927-28, 1930-31

FC Barcelona
- Lliga espanyola: 1928-29